# Talisman Energy
Pour les articles homonymes, voir Talisman (homonymie).
Societe d'energie Talisman Inc. (Talisman Energy Inc. en anglais) est une entreprise canadienne qui fait partie de l'indice S&P/TSX 60.

## Historique
En 2014, GDF Suez aurait approché Talisman Energy pour racheter l'entreprise pour un montant d'environ 17 milliards de dollars.
En décembre 2014, Repsol acquiert Talisman Energy pour 8,3 milliards de dollars.